# Manuel Matallana Gómez
Manuel Matallana Gómez (Madrid, 25 de diciembre de 1894-Ibíd., 8 de marzo de 1956) fue un militar español que participó en la guerra civil española, jugando un importante papel al final de la contienda. Su actitud dudosa en los últimos meses del conflicto, motivó que posteriormente fuera acusado de pertenencia a la quinta columna y colaboracionismo con agentes franquistas. En marzo de 1939 mantuvo contactos con agentes franquistas para establecer las condiciones de la rendición y, una vez fracasados los mismos, firmó la orden de rendición incondicional de todas las tropas republicanas.

## Biografía

### Carrera militar
Nacido en Madrid en 1894 en el seno de una familia conservadora y de alto nivel social. Como hijo de un capitán de infantería, Matallana siguió también la carrera castrense. Entre 1909 y 1912 realizó sus estudios en la Academia Militar de Infantería de Toledo, participando posteriormente en la Guerra de Marruecos durante varios periodos alternos. En 1923 marchó a la Escuela Superior de Guerra de Madrid, donde estuvo cursando estudios de Estado Mayor durante 3 años, licenciándose con el diploma de Estado Mayor.
Se encontraba destinado en la La Coruña cuando se produjo la proclamación de la Segunda República española, a la que pronto juró fidelidad junto a gran parte del Ejército español. Por sus anteriores servicios en la Campaña de Marruecos, en esta época fue condecorado con la gran cruz de la Orden de San Hermenegildo. Aunque durante esta época se mantuvo en la carrera castrense y continuó con su formación militar, también se interesó por la Jurisprudencia y en 1934, tras realizar los estudios correspondientes, obtuvo la licenciatura de Derecho.

### Guerra civil española
Tras el golpe de Estado en España de julio de 1936, dio comienzo la guerra civil española y Matallana se mantuvo fiel a la República, ocupando en los primeros meses de la contienda diversos puestos burocráticos de poca importancia. El 21 de mayo de 1937 sustituyó a Vicente Rojo en la jefatura del Estado Mayor del Ejército del Centro, aunque volvió a colaborar con él nuevamente a propósito de la planificación de la Ofensiva de Brunete. En septiembre del mismo año fue ascendido a Coronel.
El 30 de abril de 1938, tras el corte en dos de la zona republicana, pasó a ocupar la jefatura de Estado Mayor de recién creado Grupo de Ejércitos de la Región Central (GERC), y desde allí planificó la defensa de Valencia frente a la nueva amenaza franquista que se cernía sobre la capital levantina. Como parte del dispositivo defensivo dirigió las obras para la construcción de la Línea XYZ (también conocida Línea Matallana), un sistema de defensa en profundidad que se alargaba desde la provincia de Teruel hasta el Mar Mediterráneo. El asalto franquista largamente esperado comenzó en junio con una gran concentración de unidades militares y aunque lanzó numerosas acometidas, las tropas republicanas lograron resistir la embestida. Por la reciente victoria defensiva en Valencia, el 16 de agosto Matallana fue ascendido al generalato.
En los últimos meses de 1938 estuvo colaborando con Vicente Rojo como encargado de la planificación y organización del Plan P, una proyectada ofensiva republicana sobre los frentes de Extremadura y Andalucía que contaría con un desembarco señuelo en Motril. Matallana, que al principio colaboró plenamente en su planificación, terminó oponiéndose abiertamente. Después de efectuar numerosas protestas y negativas, el Plan se suspendió finalmente junto a la también nula colaboración del General Miaja. El fracasado Plan P fue sustituido por una ofensiva menor en el Frente de Extremadura, comenzada en 5 de enero de 1939, pero a pesar de los avances y el territorio conquistado el resultado fue decepcionante y a principios de febrero las tropas republicanas habían vuelto a su punto de partida. La deficiente actuación del Ejército Popular en esta ofensiva volvió a plantear numerosas dudas sobre Matallana, cuyo cuartel general había emitido numerosas órdenes contradictorias prohibiendo nuevas ofensivas y ralentizando el avance. Matallana, por otra parte, mantenía cada vez una actitud más derrotista, en especial después de la derrota republicana en la Batalla del Ebro y la Campaña de Cataluña. Lo cierto es que desde comienzos de año la quinta columna madrileña venía tanteando la lealtad de Matallana y otros oficiales, y Matallana empezaba a contactar con agentes del servicio secreto franquista.
El 16 de febrero asistió a una reunión en el aeródromo de Los Llanos (Albacete) entre el presidente del gobierno Negrín y los principales dirigentes militares republicanos. Al encuentro asistieron los generales Menéndez, Miaja, Escobar y Moriones, y el almirante Buiza. Se expuso la necesidad de negociar con Franco el final de la guerra, en vista de la pésima situación militar de la República. Matallana dijo que era una locura continuar la lucha y apeló al humanitarismo del jefe del gobierno. Si bien no se decidió el final de la guerra, algunos militares republicanos liderados por el coronel Casado ya se encontraban conspirando contra el gobierno para dar un golpe de Estado, hacerse con el control del resto de la España republicana y negociar el final de la guerra con Franco. Hacia finales de febrero Matallana tuvo una intensa actividad con el envío de informes al cuartel general de Franco en los que detallaba los puntos débiles y puntos fuertes del Grupo de Ejércitos de la Región Central, en previsión de un ataque del Ejército franquista.
Matallana se encontraba junto a Negrín en su cuartel general de Petrel cuando el 5 de marzo se produjo el Golpe de Casado, por supuesto sin comunicar al presidente su connivencia con los golpistas. Cuando Matallana volvió a Madrid, allí se unió abiertamente a los sublevados. En vista de la resistencia que estaban ofreciendo las unidades comunistas frente al golpe de Estado, el 9 de marzo Matallana confesó a los agentes franquistas con los que mantenía contacto que «esperaba que una ofensiva general de Franco liberara Madrid». El golpe de Estado, no obstante, triunfó finalmente y a partir de entonces él y Casado se convirtieron en los principales interlocutores con agentes franquistas. En las últimas semanas de marzo Matallana se encargó de la represión de los comunistas participantes en la resistencia contra el golpe de Casado. Cuando se produjo la ofensival final de los ejércitos franquistas, el 29 de marzo emitió las órdenes y disposiciones finales por las que ordenaba la rendición de los ejércitos republicanos, lo que facilitó en gran medida el avance franquista y el final de la guerra.

### Represaliado y últimos años
Detenido en Valencia el 29 de marzo, el 9 de agosto fue juzgado por un consejo de guerra sumarísimo. Aunque los jueces franquistas valoraron sus anteriores «servicios prestados a la causa nacional», ello no lo libró de las represalias, y el consejo de guerra lo condenó a 30 años de cárcel. Posteriormente, por orden de Franco la pena le fue reducida considerablemente el 5 de julio de 1940 y salió en libertad condicional en mayo de 1941. Después de cumplir la pena de cárcel, pasó sus últimos años de vida con estrecheces económicas. En 1952 intentó que se le reconociera su graduación militar en el Ejército Popular aduciendo que su causa había prescrito ya, pero no consiguió ningún cambio por parte de las autoridades franquistas.